# ネパール制憲議会
ネパール制憲議会（ネパールせいけんぎかい、ネパール語: नेपालको संविधान सभा）は、かつてネパールに設置されていた議会。本格的な憲法を制定するために設置された。本稿では2008年に設置された第1次制憲議会と、2014年に改めて憲法制定のため設置された第2次制憲議会について記述する。

## 概要
ネパール内戦の当事者である政府と毛沢東主義派が2006年11月21日に締結した包括的和平協定で制憲議会の設置が定められた。立法機関も兼ねており、国家元首である大統領、政府の実権を握る首相を選出する権限ももっており、設置期間は2年間の予定であった。
選挙は2008年4月10日に行なわれた。601議席のうち、240議席は小選挙区制で、335議席は政党の比例代表制で選出され、残りの26議席は内閣によって指名される。候補者は2つの小選挙区で立候補可能である。選挙の結果、ネパール共産党毛沢東主義派が小選挙区の約半数と、比例代表の30%を確保し第一党となったが、過半数には遥かに及ばず議会は迷走した。
結局、この制憲議会では憲法を制定できず、2012年5月28日に議会は解散。新たなる制憲議会のメンバーを決める選挙は延期の末、2013年11月19日に行われた。2015年9月20日に新憲法が公布され、2017年10月14日をもって任期を終え解散した。

## 沿革

### 第1次制憲議会
第一回の会合は2008年5月28日に開催され、王制の廃止と連邦民主共和制の採用が議決された。6月25日、内閣指名の26議席が各党に配分された。7月19日に大統領・副大統領選挙が行われたが、大統領は半数を超える候補者がなく再選挙となり、副大統領にはマデシ人権フォーラムのパラマーナンダ・ジャーが選出された。7月21日、大統領にネパール会議派のラーム・バラン・ヤーダブが選ばれた。7月22日、制憲議会の正式の議長としてスバス・ネムワン（統一共産党）が選ばれた。また8月15日、首相に毛沢東派議長・プシュパ・カマル・ダハル（プラチャンダ）が選出された。
任期2年のはずであったが、和平プロセスの遅れや各政党間・政党内の争い等が原因で任期内に憲法を制定することができなかった。このため2011年11月29日、4度目の任期延長（半年）が可決されたが、憲法制定に至らぬまま通算4年の任期を迎え、2012年5月28日に議会は解散した。設置する州の数や境界、地名をめぐる政党間の対立が解決できなかったとされている。

### 第2次制憲議会
2012年11月19日に新たな制憲議会の議員を選ぶための選挙が行われることとなった。しかし選挙は延期され、2013年2月18日、最高裁判所長官キル・ラージ・レグミを長とする暫定内閣の下で6月14日までに改めて制憲議会選挙を実施することで、主要政党はいったん合意したとされる。ところが3月13日における主要政党の新たな合意によれば、制憲議会選挙は6月までに実施することとし、もし6月までに実施できない場合には12月15日までに選挙実施日を決めるという内容になった。結局、2013年11月19日に選挙が行われた。日本などからも選挙監視団が派遣され、おおむね平和裏に実施されたと評価されている。
選挙ではネパール会議派が第1党となり、2014年2月11日、総裁のスシル・コイララが新首相に選出された。憲法制定作業のさなか、2015年4月25日にMw7.8のネパール地震が発生し、新憲法を早期に成立させ震災復興に注力すべきであるとの国民の世論が高まった。対立が続く州の区割りについては新憲法制定後に設定する委員会に決定を先送りすることとし、9月16日、制憲議会は新憲法案を了承。9月20日に公布された。憲法制定を受けて10月10日にコイララ首相は退任した。議会任期は2017年10月14日をもって終了し、同年11月26日に新憲法下で初の連邦議会下院総選挙が行われた。

## 党派別議席数

### 第2次制憲議会
2013年11月19日投票
- 196 - ネパール会議派
- 175 -  ネパール統一共産党
- 80 - ネパール共産党毛沢東主義派
- 24 - 国民民主党ネパール
- 14 - マデシ人権フォーラム (民主)
- 13 - 国民民主党
- 11 -  タライ・マデシ民主党
- 10 - マデシ人権フォーラム
- 6 - 友愛党
- 5 - ネパール共産党マルクス・レーニン主義派
- 5 - 連邦社会主義者党（Federal Socialist Party）
- 4 - ネパール労農党
- 3 - タライ・マデシ友愛党
- 3 - 国民戦線（Rastriya Janamorcha）
- 3 - ネパール共産党ユナイテッド派
- 3 - Rashtriya Madhesh Samajwadi Party
- 2 - 無所属
- 2 - ネパール家族党（Nepal Pariwar Dal）
- 2 - Dalit Janajati Party
- 2 - Tharuwat Tarai Party, Nepal
- 2 - 国民解放党（Rastriya Janamukti Party）
- 1 - Sanghiya Sadbhawana Party
- 1 - Khambuwan Rastriya Morcha, Nepal
- 1 - Aakhanda Nepal Party
- 1 - Sanghiya Loktantrik Rastriya Manch (Tharuhat)
- 1 - Samajvadi Janata Party
- 1 - Madhesi Jana Adhikar Forum (Ganatantrik)
- 1 - ネパール・ジャナタ・ダル（Nepali Janata Dal）
- 1 - Jana Jagaran Party Nepal
- 1 - Madesh Samata Party Nepal
- 1 - Nepal Rastriya Party

出典：IPU PARLINE database: Nepal (Sambidhan Sabha), Last Elections

### 第1次制憲議会
（en:Nepalese Constituent Assembly election, 2008より）
内閣指名26議席を含む数字。議席の大きい順ではない。
- 229 - ネパール共産党毛沢東主義派
- 115 - ネパール会議派
- 108 - ネパール統一共産党
- 54 - マデシ人権フォーラム
- 21 - タライ・マデシ民主党
- 8 - 国民民主党
- 9 - ネパール共産党マルクス・レーニン主義派
- 9 - 友愛党
- 8 - 人民戦線ネパール
- 5 - ネパール共産党ユナイテッド派
- 4 - 国民民主党ネパール
- 4 - Rastriya Janamorcha
- 3 - Rastriya Janshakti Party
- 5 - Nepal Workers Peasants Party
- 2 - Sanghiya Loktantrik Rastriya Manch
- 3 - Nepal Sadbhavana Party (Anandidevi)
- 2 - Rastriya Janamukti Party
- 2 - Nepali Janata Dal
- 2 - Communist Party of Nepal (Unified)
- 1 - Dalit Janajati Party 31,444
- 1 - Nepa Rastriya Party
- 1 - Samajbadi Prajatantrik Janata Party
- 1 - Chure Bhawar Rastriya Ekta Party
- 1 - Nepal Loktantrik Samajbadi Dal
- 1 - Nepal Parivar Dal